# ريتشارد فان بيرن
ريتشارد فـان بيرن (بالإنجليزية: Richard Van Buren)‏ هو نحات أمريكي، ولد في 5 أغسطس 1937 في سيراكيوز في الولايات المتحدة.